# Sallah of Zaken zijn zaken
Sallah of Zaken zijn zaken is een hoorspel naar het verhaal Sallah Shabati (1964) van Ephraim Kishon. Mariële Geraerds-Meyer vertaalde het en de TROS zond het uit op woensdag 3 januari 1979. De regisseur was Bert Dijkstra. Het hoorspel duurde 47 minuten. Hetzelfde verhaal werd ook gebruikt voor Ziggy en Habooba

## Rolbezetting
- Bob de Lange (Sallah)
- Lies de Wind (Etroga)
- Marijke Merckens (Chabbubah)
- Jan Borkus (Ephraim Kishon)
- Willy Ruys (Chechik)
- Hans Karsenbarg (Ziggi)
- Dick Scheffer (Neuman)
- Barbara Hoffman (Bathsheva)
- Frans Kokshoorn (Goldstein)
- Liane Saalborn (Frieda)

## Inhoud
In een kibboets ontstaat een liefde tussen een Arabisch meisje en een Israëlische jongen. Om te kunnen huwen moet de jongen 350 pond aan de vader van het meisje betalen. Omdat hij in een kibboets woont, bezit hij niets en toch alles…